# Jackie Appiah
Jackie Appiah (sinh ngày 5 tháng 12 năm 1983 ) là một nữ diễn viên người Ghana gốc Canada. Với công việc là một nữ diễn viên, cô đã nhận được một số giải thưởng và đề cử, bao gồm các giải thưởng dành cho Nữ diễn viên xuất sắc nhất trong vai trò hàng đầu tại Giải thưởng Học viện Điện ảnh Châu Phi 2010; và Nữ diễn viên xuất sắc nhất trong vai trò hỗ trợ tại Giải thưởng Học viện Điện ảnh Châu Phi năm 2007  Cô nhận được hai đề cử Nữ diễn viên chính xuất sắc nhất và Nữ diễn viên xuất sắc nhất tại Giải thưởng Học viện Điện ảnh Châu Phi năm 2008 

## Đầu đời
Appiah là người con út trong năm đứa con của gia đình. Cô sinh ra ở Toronto và trải qua thời thơ ấu ở Canada, và chuyển đến Ghana cùng mẹ ở tuổi 10. Cô được biết đến với tên thời con gái, Appiah. Appiah kết hôn năm 2005 và có một con trai. Cha của Appiah là Kwabena Appiah (em trai của cố quá cố Joe Appiah, một luật sư nổi tiếng ở Kumasi) hiện đang cư trú tại Toronto, Ontario, Canada.

## Nghề nghiệp
Sự xuất hiện của Appiah trên màn ảnh trở nên thường xuyên khi cô được Edward Seddoh Junior, nhà văn của Things We Do For Love, nơi cô đóng vai Enyonam Blagogee mời. Sau đó, cô tham gia vào các xúc tu, trò chơi People Play, Sun-city và nhiều phim truyền hình khác.
Appiah nhớ lại bản thân mình rất ngại ngùng khi lần đầu tiên xuất hiện trên phim trường, "Đó là một tác phẩm điện ảnh Venus có tựa đề Tình yêu thiêng liêng và tôi phải đóng vai Kate, nhân vật chính. Tôi không tin mình làm quá tốt. nhưng, nhiều người đã không chú ý đến nó. " Mặc dù rất lo lắng, đồng hồ hẹn giờ đầu tiên cho biết cô đã thành công trong việc gây ấn tượng với mọi người.
Appiah nói vai diễn hay nhất của cô là trong phim Mummy's D daughter của Venus Films. Bộ phim kể về câu chuyện của gia đình Bartels nơi cô đóng vai Công chúa, con gái. "Tôi yêu cách tôi diễn và tôi hài lòng với vai diễn tôi đã đóng".    Bây giờ Appiah thấy ngành công nghiệp điện ảnh địa phương đã thay đổi để tốt hơn. Cô ấy nghĩ rằng những người khác sẽ thấy thành công cuối cùng của nó.